# Terre de Nansen
Pour les articles homonymes, voir Nansen.
Ne doit pas être confondu avec Péninsule de Fridtjof Nansen.
La Terre de Nansen est une péninsule située à l'extrême nord-ouest du Groenland. Elle fait partie du parc national du Nord-Est du Groenland. 
Le loup arctique est présent sur la péninsule,. La rive nord faisant face à la mer de Lincoln est en pente régulière et fertile pour la région, étant la limite la plus septentrionale de certaines espèces végétales,. 

## Géographie
La Terre de Nansen est située au nord-est de la Terre de Freuchen, à l'est de l'île de Sverdrup et à l'ouest de l'île de Borup et de la Terre d'Amundsen. Le promontoire le plus à l'ouest est le cap Payer et le promontoire le plus au nord est le cap Mohn, extrémité nord d'une île à l'entrée du fjord De Long, séparée de la Terre de Nansen par un étroit bras de mer. 
La péninsule est délimitée à l'ouest par le Mascart Sund, au sud-ouest par le fjord J.P. Koch et à l'est par le Brainard Sund et le fjord Thomas Thomsen, une branche du système du fjord De Long. La péninsule est coupée par des failles, approximativement d'est en ouest. Au sud-est se trouve la calotte glaciaire Hans Tausen et au sud le Sirius Passet, une large vallée reliant le fjord J.P. Koch à l'ouest et le Brainard Sund à l'est, dans la zone où la péninsule est rattachée au continent et à sa calotte glaciaire. 
Le nord-ouest de la Terre de Nansen est profondément découpé sur son littoral de la mer de Lincoln. Les principales échancrures sont les fjords Jewell et Gardiner. L'intérieur est montagneux et partiellement glaciaire. Des altitudes atteignant 1 320 mètres se trouvent dans la partie centrale de la péninsule. 

## Histoire
La Terre de Nansen doit son nom à l'explorateur de l'Arctique Fridtjof Nansen (1861–1930) à l'époque des expéditions de Knud Rasmussen à Thulé. 
Le géologue américain William E. Davies (en) a appelé la chaîne plus large au nord du fjord JP Koch et du fjord Frederick E. Hyde les « Alpes Nansen-Jensen », avec les contreforts les plus à l'ouest dans la terre de Nansen, s'étendant au-delà de la zone du fjord De Long à travers la terre Roosevelt et la chaîne Roosevelt, et atteignant jusqu'à la terre Johannes V. Jensen à l'est. 